# Psykiatri
Psykiatri er den disciplin inden for medicinen, der beskæftiger sig med undersøgelse, diagnose, behandling og forebyggelse af psykiske lidelser og forstyrrelser. Psykiatrien fokuserer på at forstå og behandle komplekse psykologiske og mentale sundhedsproblemer, og den kombinerer medicinske, psykologiske og sociale tilgange for at hjælpe individer med at håndtere og komme sig over psykiske lidelser.
Psykiatrien er en dynamisk og forskningsorienteret disciplin. Forskning inden for psykiatri fokuserer på at forstå årsagerne til psykiske lidelser, udvikle nye behandlingsmetoder og forbedre forståelsen af hjernens og sindets kompleksitet. Psykiatrien involverer også forebyggelse og sundhedsfremme for at reducere forekomsten af psykiske lidelser og fremme mental sundhed. Dette kan omfatte offentlige oplysningskampagner, tidlig intervention og støtte til personer med risiko for psykiske sundhedsproblemer.
Psykiatrien dækker et bredt spektrum af psykiske lidelser, herunder depression, angst, skizofreni, bipolar lidelse, spiseforstyrrelser og meget mere. Det er en kompleks disciplin, der arbejder på tværs af faggrænser for at tilbyde omfattende og individualiseret pleje til enkeltpersoner med psykiske Semple, D., & Smyth, R. (2019). Oxford handbook of psychiatry. Oxford university press. sundhedsudfordringer.

## Etymologi
Udtrykket "psykiatri" blev først opfundet af den tyske læge Johann Christian Reil i 1808 og betyder bogstaveligt "medicinsk behandling af sjælen" psyche, sind (fra oldgræsk ψυχή (psūkhē)), og -iatri, medicinsk behandling (fra græsk ἰατρός (iatrós), medicinsk). En læge med speciale i psykiatri er en psykiater.

## Psykiatri som fagområde
Psykiatrien er et område lægevidenskaben og af sundhedsvæsenet, der fokuserer specifikt på psyken, og som sigter mod at studere, forebygge og behandle psykiske lidelser hos mennesker.
Disciplinen studerer både patientens subjektive erfaringer, og de objektive symptomer hos patienten. Psykiatrien behandler desuden psykiske lidelser, der opdeles i forskellige diagnostiske kategorier. Mens fokus i psykiatrien kun har ændret sig lidt over tid, har de diagnostiske og behandlingsmæssige processer udviklet sig meget og fortsætter med at udvikle sig. Siden slutningen af det 20. århundrede er psykiatrien især blevet mere biologisk, og dermed er den også blevet mindre adskilt fra andre medicinske områder.
Psykiatrien bruger både forskning inden for neurovidenskab, psykologi, medicin, biologi, biokemi og farmakologi. Psykiatere er specialiseret i læge-patient-forhold og er ofte uddannede i varierende omfang i brugen af psykoterapi og andre terapeutiske kommunikationsteknikker. Psykiatere adskiller sig fra psykologer derved, at de er læger og har yderligere taget en speciallægeuddannelse indenfor psykiatrien som tager 5 år; deres grundlæggende medicinske uddannelse er den samme som alle andre læger. Psykiatere kan derfor rådgive patienter, ordinere medicin, lave laboratorieforsøg, foretage neuroanalyser og gennemføre medicinske undersøgelser

## Psykiatriske diagnoser
Inden for den konventionelle medicinske psykiatri og visse andre tilgange anvendes psykiatriske diagnoser som arbejdsredskab. En psykiatrisk diagnose er i dag et symptombillede, der angiver en tilstand, som er karakteriseret ved nogle bestemte symptomer.
Den hyppigst brugte liste over psykiatriske betegnelser hedder ICD-10 F. Overskrift på den er „psykiske lidelser og adfærdsmæssige forstyrrelser“. Neuromedicinere bruger derimod listen ICD-10 G. Overskrift på den er „sygdomme i nervesystemet“. Listen begynder med nummer G 00 Hjernehindebetændelse. Den er forårsaget af bakterier. G 10 Huntingtons sygdom er fremkaldt af et gen, og ved G 20 Parkinsons sygdom dør hjerneceller. Forskellen er, at neuromedicinere undersøger for sygdomme i nervesystemet, mens psykiatere bruger betegnelser for adfærd.

## Konventionel psykiatrisk behandling
I den konventionelle medicinske psykiatri bliver personer med psykiske lidelser bliver almindeligvis omtalt som patienter, men kan også blive kaldt klienter, forbrugere eller modtagere af tjenesteydelser. De kan komme under pleje af en psykiater eller andre sundhedsprofessionelle ad forskellige veje, de to mest almindelige er selvhenvisning eller henvisning fra en almenpraktiserende læge. Alternativt kan en person blive henvist af et hospitals sundhedsprofessionelle, ved retskendelse, ufrivillig engagement, eller f.eks. i Danmark, Storbritannien og Australien, ved tvangsindlæggelse efter en psykiatrilov.
Personer, der gennemgår en psykiatrisk vurdering, vurderes af en psykiater for deres mentale og fysiske tilstand. Dette indebærer normalt at interviewe personen, og ofte at indhente oplysninger fra andre kilder, såsom andre sundheds- og socialfagligt personale, pårørende, medarbejdere, retshåndhævende personale, akut medicinsk personale og psykiatriske skalaer. En psykiatrisk udredning, og en fysisk undersøgelse udføres normalt for at fastslå eller udelukke andre sygdomme, der kan bidrage til de påståede psykiske problemer. En fysisk undersøgelse kan også tjene til at identificere tegn på selvpåført skade; denne undersøgelse er ofte udført af en anden end en psykiater, især hvis blodprøver og medicinsk billedbehandling udføres.
Den mest konventionelle form for behandling er medicinsk behandling med psykofarmaka. Som de fleste medikamenter kan psykiatrisk medicin give bivirkninger hos patienter, og nogle kræver løbende terapeutisk lægemiddelovervågning, f.eks. fuldt blodbillede, serum, narkotikaniveauer, nyrefunktion, leverfunktion og / eller skjoldbruskkirtelfunktion. Effekten og negative bivirkninger af psykiatriske stoffer kan variere fra patient til patient. Elektrochokbehandling (ECT) gives undertiden for alvorlige og invaliderende tilstande, såsom til patienter som ikke reagerer på medicin. Psykoterapi eller samtaleterapi gives også undertiden, ofte som supplement til medicinsk behandling og især for lettere tilstande.
I mange år har en kontrovers omgivet anvendelsen af ufrivillig behandling og anvendelse af udtrykket "manglende indsigt" i beskrivelsen af patienter. Psykiatrilovene varierer betydeligt blandt jurisdiktioner, men i mange tilfælde er ufrivillig psykiatrisk behandling tilladt, når der vurderes at være en risiko for patienten eller andre på grund af patientens sygdom. Ufrivillig behandling refererer til tvangsbehandling, der sker på grundlag af den behandlende læges anbefalinger uden at kræve samtykke fra patienten.

## Internationale tilgange til psykiatri
Der findes forskellige teoretiske og praktiske tilgange til forståelsen og behandlingen af psykiske lidelser/sygdomme:

### Medicinsk/biomedicinsk psykiatri
Den medicinske eller biomedicinske psykiatri er den mest konventionelle og dermed den mest udbredte tilgang i Vesten. Tilgangen undersøger tegn og symptomer og sammenligner dem med diagnostiske kriterier. Psykisk sygdom kan også vurderes omvendt, gennem en anamnese, der forsøger at indarbejde symptomer i en meningsfuld livshistorie og til at forstå dem som reaktioner på eksterne forhold. Begge tilgange er vigtige inden for psykiatrien, men har ikke i tilstrækkelig grad formået at overkomme kontroverser over enten valget af et psykiatrisk paradigme eller specifikationen af psykiske sygdomme.
Når en læge diagnosticerer en patient kan han vælge at behandle patienten på forskellige måder. Ofte vil psykiatere udvikle en behandlingsstrategi, der inkorporerer forskellige facetter af forskellige tilgange til én. Medicinsk behandling bliver meget ofte anvendt sammen med psykoterapeutisk behandling, som for eksempel kognitiv terapi, eller psykoedukation.

### Neuropsykiatri
Neuropsykiatri forstår psykiske lidelser i sammenhæng med neurologi. Lidelser antages at skyldes neurologiske dysfunktioner, hvilket vil sige organiske forstyrrelser i hjernen og nervesystemet. Neuropsykiatri er især optaget af lidelser som skizofreni, depression, ADHD og bipolar lidelse. Der lægges i behandlingen ofte vægt på psykofarmaka, elektrochok eller psykokirurgi.

### Biopsykosocial og biokognitiv psykiatri
Ideen om "en biopsykosocial model" bruges til at understrege den multifaktorielle karakter af kliniske lidelser. Her har psykiske lidelser både biologiske, psykologiske og sociale årsager.
Alternativt kan en "biokognitiv model" anerkende det fysiologiske grundlag for psykens eksistens, men identificerer kognition som et ikke-reducerbart og selvstændigt domæne, hvor der kan opstå uorden. Biokognitive tilgange indebærer en mentalistisk ætiologi og giver en naturligt dualistisk revision af den biopsykosociale opfattelse.

### Socialpsykiatri
Socialpsykiatri rummer tilbud af social karakter til sindslidende. Det kan for eksempel være særlige botilbud, hvor sindslidende tilses af socialfagligt personale. Her handler behandling sommetider om aktivering og lignende, f.eks, i job eller uddannelse.

### Psykodynamisk psykiatri
Psykodynamisk psykiatri har sin baggrund i psykoanalyse, der koncentrerer sig om den tidlige barndom, irrationelle drifter, det underbevidste, og konflikt mellem bevidste og ubevidste strømme. Psykodynamisk psykiatri lægger stor vægt på ubevidste fortrængninger og forstår psykiske lidelser som resultat at problemer, der har deres rod i den psykiske udvikling i barndommen. Her gøres der ofte brug af psykoterapi, enten i form af psykoanalytisk psykoterapi eller psykodynamisk psykoterapi eller gruppeterapi, eventuelt sammen med psykofarmaka.

### Humanistisk psykiatri
Den humanistiske psykiatri har sit grundlag i humanistisk psykologi, og den bruger ikke udtrykket patient, men sætter i stedet klienten eller brugeren i fokus som en person. Denne psykiatriske tilgang fokuserer især på at fremme personens evne til at følge sine egne behov, selvudforskning og selvrealisering. Den humanistiske psykiatri benytter sig traditionelt set mindre af diagnoser eller giver dem en anden betydning end i konventionel medicinsk psykiatri. Den humanistiske psykiatri gør overvejende brug af psykoterapi i behandlingen, i form af humanistisk psykoterapi.

### Eksistentiel psykiatri
Den eksistentielle psykiatri har sit grundlag i eksistentiel filosofi og fænomenologi. Her bruges udtrykket patient ikke, og klienten forstås som et helt menneske, der må mødes i hans eller hendes egen oplevelse af lidelsen. Derfor tages der afstand til at forstå psykiske lidelser som sygdomme eller dysfunktioner, og der lægges i stedet vægt på at forstå den tilværelse og livsverden, som ligger til grund for oplevelsen af lidelse. I den forbindelse fokuseres der også på klientens relationer, livsmål og værdier for at kunne skabe et mere meningsfuldt liv. I behandlingen lægges der vægt på psykoterapi i form af eksistentiel terapi, mens psykofarmaka enten slet ikke benyttes eller kun anvendes som en mere underordnet behandlingsdel.

### Fænomenologisk psykiatri
Den fænomenologiske psykiatri har sit grundlag i fænomenologi og søger at beskrive patienternes oplevelser. I modsætning til eksistentiel psykiatri er den fænomenologiske psykiatri en del af den medicinske psykiatri, og benytter sig af samme behandlingsformer.

### Behavioristisk psykiatri
Behaviorisme er en tankegang, der vælger udelukkende at fokusere på reelle og observerbare begivenheder snarere end ubevidste. Behavioristisk psykiatri har fokus på at forstå og behandle psykiske lidelser som adfærdsforstyrrelser, der skyldes uhensigtsmæssige indlæringer.

### Antipsykiatri
Antipsykiatrien er en kritisk gren inden for psykiatrien, der opstiller et alternativ til den biomedicinske psykiatri og neuropsykiatrien. Dens hovedpåstand er, at det den medicinske psykiatri kalder psykiske sygdomme, reelt ikke er sygdomme i medicinsk forstand, men livsproblemer, som samfundet finder uønskværdige. Tilgangen blev grundlagt af den engelske-sydafrikanske psykiater David Cooper, der lagde vægt på, at patienterne skulle frigøres og ikke medicineres.

### Kritisk psykiatri
Den kritiske psykiatri er et nyere perspektiv, der mener, at den moderne psykiatri lægger for stor vægt på den medicinske model, og at det biomedicinsk syn på diagnoser er for begrænsende. Den hævder, at biologien spiller for stor en rolle i psykiatrien, og at der gøres forkert og for meget brug af videnskabelig forskning fra medicinalindustrien.

### Postpsykiatri
Postpsykiatrien arbejder med et fokus på psykiatrien, som den bør se ud i den postmoderne verden efter den medicinske psykiatris manglende succes med sit forehavende. Der lægges vægt på et mere lige forhold mellem brugere og personale, hvor der arbejdes med relationer i behandlingen. Det betragtes som vigtigt, at kritiske og subjektive stemmer får plads.

## Psykiatriens historie
Opfattelsen af sindssygdom har ændret sig gennem tiderne; fra 1600-tallet var hovedformålet primært at isolere de sindssyge fra den almene befolkning. I Frankrig oprettedes anstalter, hôpitaux generaux, i 1676 med dekret af Louis 12., og det er af Foucault (2001) blevet set som begyndelsen på psykiatriens tradition – institutionalisering gennem seklusion (isolering), i denne sammenhæng.
Anstalterne brugte forskellige behandlinger til at kurere den sindssyge, varierende fra chokbehandling, der skulle chokere ham eller hende tilbage til sine sansers fulde brug, til dyreblodindsprøjtninger med for eksempel blod fra lam; det var ikke ualmindeligt at patienter døde af anafylaktisk chock ved disse behandlinger. Andre metoder brugte pinefulde vandkure og sultekure, samt brug af pisk og trædemølle.
Den tyske læge Johann Reil definerede i 1808 ordet psykiatri (psychiaterie) i betydningen "studiet af sjælen". Han forsøgte at praktisere psykiatri efter samme grundtanke som medicin – at anskue psykisk sygdom som noget der kunne kureres, lige som fysisk sygdom, blot den rette metode kunne findes, og praktiserede derfor så forskellige metoder som massage, pisk og opium. Dr. med. John G. Howells vurderer at Reil i væsentlig grad bidrog til at etablere psykiatrien som et lægeligt speciale.
Siden 2. verdenskrig er psykofarmaka (kemiske stoffer) i stigende grad taget i brug og med betydelig fremgang. Blandt de anvendte midler er såkaldte neuroleptika, antidepressiva, litium og anxiolytika. Disse stoffer virker på uens måder. En mulig negativ bivirkning er dog faren for misbrug og afhængighed. Denne udvikling må ses i lyset af en teori om, at psykiske lidelser hænger sammen med forstyrrelser af den synaptiske transmission, det vil sige overførslen af signaler mellem to nerveceller, i Danmark kendt som dopaminteorien. Disse teorier lægges endnu til grund ved indgangen til det 21. århundrede.
Personer med psykiske lidelser bliver almindeligvis omtalt som patienter, men kan også blive kaldt klienter, forbrugere eller modtagere af tjenesteydelser. De kan komme under pleje af en psykiater eller andre sundhedsprofessionelle ad forskellige veje, de to mest almindelige er selvhenvisning eller henvisning fra en almenpraktiserende læge. Alternativt kan en person blive henvist af et hospitals sundhedsprofessionelle, ved retskendelse, ufrivillig engagement, eller f.eks. i Danmark, Storbritannien og Australien, ved tvangsindlæggelse efter en psykiatrilov.
Personer, der gennemgår en psykiatrisk vurdering, vurderes af en psykiater for deres mentale og fysiske tilstand. Dette indebærer normalt at interviewe personen, og ofte at indhente oplysninger fra andre kilder, såsom andre sundheds- og socialfagligt personale, pårørende, medarbejdere, retshåndhævende personale, akut medicinsk personale og psykiatriske skalaer. En psykiatrisk udredning, og en fysisk undersøgelse udføres normalt for at fastslå eller udelukke andre sygdomme, der kan bidrage til de påståede psykiske problemer. En fysisk undersøgelse kan også tjene til at identificere tegn på selvpåført skade; denne undersøgelse er ofte udført af en anden end en psykiater, især hvis blodprøver og medicinsk billedbehandling udføres.
Som de fleste medikamenter kan psykiatrisk medicin give bivirkninger hos patienter, og nogle kræver løbende terapeutisk lægemiddelovervågning, f.eks. fuldt blodbillede, serum, narkotikaniveauer, nyrefunktion, leverfunktion og / eller skjoldbruskkirtelfunktion. Elektrochokbehandling (ECT) er undertiden administreret for alvorlige og invaliderende tilstande, såsom dem som ikke reagerer på medicin. Effekten og negative virkninger af psykiatriske stoffer kan variere fra patient til patient.
I mange år har en kontrovers omgivet anvendelsen af ufrivillig behandling og anvendelse af udtrykket "manglende indsigt" i beskrivelsen af patienter. Psykiske love varierer betydeligt blandt jurisdiktioner, men i mange tilfælde er ufrivillig psykiatrisk behandling tilladt, når der vurderes at være en risiko for patienten eller andre på grund af patientens sygdom. Ufrivillig behandling refererer til behandling, der sker på grundlag af den behandlende læges anbefalinger uden at kræve samtykke fra patienten.

## Danske forhold

### Personale
Inden for dansk psykiatri arbejder – ud over psykiatere og andre læger, sygeplejersker, social- og sundhedsassistenter, pædagoger, pædagogiske assistenter og andet plejepersonale – også psykologer, socialrådgivere, fysio- og ergoterapeuter.

### Diagnoser i Danmark
Nedenfor ses de betegnelser, der bruges i dansk børne- og ungdomspsykiatri til at beskrive 0-19-årige 'klienter'. Tallene angiver andelen af alle behandlede.
- 20 %: ADHD
- 17 %: Autismelidelser
- 15 %: Tilpasningsforstyrrelser med psykiske symptomer
- 9 %: Tvangslidelser, angst og emotionelle forstyrrelser
- 7 %: Affektive lidelser
- 7 %: Adfærdsændringer forbundet med fysiologiske forstyrrelser og fysiske faktorer
- 4 %: Adfærdsforstyrrelser uden ADHD
- 4 %: Skizofreni
- 3 %: Tilknytningsforstyrrelser
- 3 %: Forstyrrelser og forandring af personlighed
- 11 %: andre betegnelser

Og det gælder dem, der er mindst 20 år (voksenpsykiatri):
- 25 %: Affektive sindslidelser
- 22 %: Skizofreni osv.
- 18 %: Nervøse og stressrelaterede tilstande osv.
- 14 %: Organiske inkl. symptomatiske psykiske lidelser
- 7 %: Psykiske lidelser og adfærdsmæssige forstyrrelser forårsaget af brug af alkohol/andre psykoaktive stoffer
- 7 %: Forstyrrelser i personlighedsstruktur og adfærd
- 7 %: andre betegnelser

### Historie i Danmark
I Danmark skete forstadiet til psykiatrien allerede med oprettelsen af Tugt-, Rasp- og Forbedringshuset ved Christianshavns Torv i København. Ladegården ved Sankt Jørgens Sø blev i 1768 indrettet til sindssygehospital med navnet Sct. Hans Hospital. Hospitalsdriften blev senere flyttet uden for København, til Bistrup, og eksisterer der den dag i dag. Udtrykket dårekiste er en gammel eufemisme for "psykiatrisk hospital" og henviser netop til denne opbevaringspraksis.
Danmark blev der i 1800-tallet oprettet flere institutioner: Sct. Hans Hospital på herregården Bistrupgård ved Roskilde i 1816, Jyske Asyl i Risskov ved Århus blev taget i brug i 1852, Oringe ved Vordingborg i 1858, Viborg i 1877 og Middelfart i 1888. Københavns Kommunehospital fik sin afdeling for sindssygdomme i 1875. Lægen Harald Selmer, der var kritiker af "dårevæsenet" som det så ud frem til midten af 1800-tallet, udgav den første dansksprogede lærebog i psykiatri. Selmer, Christian Geill og Jens Rasmussen Hübertz var vigtige deltagere i det paradigmeskift der fandt sted på dette tidspunkt; sindssygdom blev da betragtet som sidestillet med legemlig sygdom, blot med andre symptomer.
Den 12. november 1935 udførte Egas Moniz og Almeida Lima den første lobotomi, populært kendt som det hvide snit, der er et kirurgisk indgreb i hjernen. Metoden blev udråbt til at være et stort fremskridt, hvorfor den vandt stor udbredelse internationalt. Det har senere vist sig, at de negative resultater hos forholdsmæssigt mange patienter, herunder primært personlighedsændringer, sløvsind, apati og forholdsvis stor dødelighed, ofte blev fortiet. Efterhånden voksede kritikken af lobotomier og metoden anvendes ikke længere. Danmark udførte i perioden 1922-1983 flest lobotomier i verden, regnet efter antal indbyggere.

### Behandlingsformer i Danmark

#### Døgnbehandling
Psykiatriske behandlinger har ændret sig i løbet af de sidste mange årtier. I fortiden, var psykiatriske patienter ofte indlagt i seks måneder eller mere, i nogle sager hospitalsindlæggelse i mange år. I dag er folk, der modtager psykiatrisk behandling mere tilbøjelige til at blive set som ambulante patienter. Hvis indlæggelse er nødvendig, er det gennemsnitlige hospitalsophold omkring en til to uger, med kun et lille antal, der modtager langvarig hospitalsindlæggelse.
Psykiatrisk indlagte er folk optaget til et hospital eller en klinik for at modtage psykiatrisk behandling. Nogle er optaget ufrivilligt, som måske har forpligtet sig til et sikkert hospital, eller i nogle jurisdiktioner til et anlæg i fængselssystemet. I mange lande, herunder USA og Canada, varierer kriterierne for ufrivillig optagelse med lokal jurisdiktion. Det kan være så bredt som at have en mental helbredstilstand, eller så smalt som en umiddelbar fare for sig selv og/eller andre. Tilgængelighed er ofte den egentlige faktor for optagelse ved beslutninger for hårdt pressede offentlige faciliteter. Den Europæiske Menneskerettighedsdomstols lovgivning begrænser tilbageholdelse til medicinsk certificerede tilfælde af psykisk lidelse, og tilføjer en ret til rettidig domstolsprøvelse af frihedsberøvelse.
Injektioner er en af mange måder at administrere psykofarmaka.
Patienterne kan optages frivilligt, hvis den behandlende læge finder, at sikkerheden ikke kompromitteres af denne mindre restriktive mulighed. Psykiatriske indlæggelsesafdelinger kan være sikker (for de menes at have en særlig risiko for vold eller selvskadende adfærd), eller ulåst/åben. Nogle afdelinger er både for både mænd og kvinder, mens kønsspecifikke afdelinger især anvendes for at beskytte kvindelige indlagte[kilde mangler]. Når man er i pleje på et hospital, kan folk vurderes, overvåges, og ofte gives medicin og pleje fra et tværfagligt team, som kan omfatte læger, farmaceuter, psykiatrisk sygeplejepersonale, praktiserende læger, kliniske psykologer, psykoterapeuter, psykiatriske socialrådgivere og ergoterapeuter. Hvis en person, der modtager behandling på et psykiatrisk hospital vurderes som værende i særlig risiko for at skade sig selv eller andre, kan de sættes på konstant eller intermitterende én-til-én tilsyn, og kan være fysisk tilbage eller medicineret. Indlagte patienter kan tillades orlov i perioder, enten ledsaget eller på egen hånd.
I mange udviklede lande har der været en massiv reduktion i psykiatriske senge siden midten af det 20. århundrede, med væksten i samfundspleje. Standarder for hospitalsindlæggelse er fortsat en udfordring i nogle offentlige og private faciliteter, grundet finansieringsniveau, og faciliteter i udviklingslandene er typisk helt utilstrækkelig af samme grund. Selv i de udviklede lande, varierer programmer på offentlige sygehuse meget. Nogle kan tilbyde strukturerede aktiviteter og behandlingsformer, der tilbydes mange perspektiver, mens andre kun har midler til medicinering og overvågning af patienter. Dette kan være problematisk, at det maksimale terapeutiske arbejde faktisk ikke kunne finde sted på hospitalets indstilling. Dette er grunden til hospitalerne i stigende grad anvendes i begrænsede situationer og øjeblikke af kriser, hvor patienter er en direkte trussel mod sig selv eller andre. Alternativer til psykiatriske hospitaler, der aktivt kan tilbyde mere terapeutiske tilgange, omfatter rehabiliteringscentre, populært kaldt "rehab".

#### Ambulant behandling
Ambulant behandling indebærer regelmæssige besøg hos en psykiater til konsultation i hans eller hendes kontor, eller på et community-baseret ambulatorium. Indledende udtalelser, hvor psykiateren udfører en psykiatrisk vurdering eller evaluering af patienten, er typisk af 45-75 minutters længde. Opfølgende udtalelser er generelt af kortere varighed, dvs. 15 til 30 minutter, med fokus på at udføre justeringer af medicin, gennemgå potentielle medicinske interaktioner, overveje konsekvenserne af andre medicinske lidelser på patientens mentale og følelsesmæssige funktion, og rådgivning af patienter om ændringer, de kan gøre for at lette heling og remission af symptomer (f.eks. motion, kognitiv terapi teknikker, søvn, hygiejne, for blot at nævne nogle få). Den hyppighed, hvormed en psykiater ser folk i behandling varierer meget, fra en gang om ugen til to gange om året, afhængigt af typen, sværhedsgraden og stabilitet for hver persons tilstand, og afhængigt af, hvad klinikeren og patienten beslutter er bedst.
Psykiatere begrænser i stigende grad deres praksis til psykofarmakologi (ordination af medicin) i modsætning til tidligere praksis, hvor en psykiater ville give de traditionelle 50-minutters psykoterapisessioner, hvoraf psykofarmakologi ville være en del, men de fleste af høringssvarende sessioner bestod af "samtaleterapi". Dette skift begyndte i begyndelsen af 1980'erne og accelererede i 1990'erne og 2000'erne. En væsentlig årsag til denne ændring var fremkomsten af plejeforsikringsplaner, som begyndte at begrænse godtgørelse for psykoterapiske sessioner, som psykiatere. Den underliggende antagelse var, at psykofarmakologi var mindst lige så effektivt som psykoterapi, og det kunne blive leveret mere effektivt, fordi mindre tid er nødvendig for udnævnelsen. For eksempel de fleste psykiatere planlægge tre eller fire opfølgende udnævnelser timen, i modsætning til at se en patient i timen i den traditionelle psykoterapi model. [a] På grund af dette skift i praksismønstre, henviser psykiatere ofte patienter, som de tror vil have gavn af psykoterapi til andre mentale sundhedspersonale, f.eks. kliniske socialrådgivere og psykologer.

#### Kemiske stoffer
Der anvendes stoffer der påvirker hjernens synapser.
Biologisk psykiatri vandt frem i 1970-erne. Psykofarmakologi som en integreret del af psykiatrien startende med Otto Loewis' opdagelse af de neuromodulatoriske egenskaber ved acetylcholin; dermed identificeredes det som den førstkendte neurotransmitter. Neuroimaging blev først brugt som et redskab til psykiatrien i 1980-erne. Opdagelsen af chlorpromazins effektivitet i behandling af skizofreni i 1952 revolutionerede behandling af lidelsen, ligesom lithiumcarbonats evne til at stabilisere humør op-og nedture ved bipolar lidelse havde gjort i 1948.

#### Tvang
Der er 3 grundlæggende former for tvang inden for psykiatri: tvangsindlæggelse, tvangstilbageholdelse og tvangsbehandling , der kun må tages i brug i henhold til loven om anvendelse af tvang i psykiatrien . Det er af loven pålagt at man altid skal forsøge at overtale patienten til frivillig indlæggelse, så tvang kun bliver brugt når det er absolut nødvendigt.
Fiksering (fastspænding) bruges til at afværge, at en patient udsætter sig selv eller andre for fare, forfølger eller groft forulemper medpatienter, samt udøvelse af hærværk . Som midler til fiksering må der kun anvendes bælte, hånd- og fodremme samt handsker . Patienter der er fikseret skal overvåges af en vagt under hele fikseringen.
Derudover er der særlige bestemmelser for Sikringsafdelingen under Retspsykiatrisk afdeling .
Ca. 1/5 del af alle patienter i den danske psykiatri bliver berørt af tvang i et eller andet omfang , hvilket er mere end i andre lande i EU. Den danske psykiatri er især blevet kritiseret for at anvende fiksering langt oftere end andre lande, man har fra dansk side svaret at årsagen er at man i den danske psykiatri bruger mindre medicin og derfor bliver fiksering oftere aktuelt. De danske regioner har dog alligevel besluttet at reducere anvendelsen af tvang i den danske psykiatri med 20 %.

#### Tvangsindlæggelse
Tvangsindlæggelse på gule papirer, er når en læge vurderer at patienten er psykotisk, og har væsentligt nedsat evne til at skelne mellem virkeligt og uvirkeligt, samt at udsigten til helbredelse eller en betydelig og afgørende bedring af tilstanden ellers vil blive væsentlig forringet. Indlæggelse skal ifølge loven ske, inden der er gået en uge.
Tvangsindlæggelse på røde papirer, er når en læge vurderer at patienten er sindssyg eller befinder sig i en tilsvarende tilstand, og det vil være uforsvarligt ikke at frihedsberøve patienten med henblik på behandling, fordi patienten frembyder en nærliggende og væsentlig fare for sig selv eller andre. Indlæggelse skal ifølge loven foretages hurtigst muligt.
For at sikre lovlig indlæggelse må en lægeerklæring om tvangsindlæggelse ikke fortages af en læge der er ansat på det psykiatriske sygehus eller den psykiatriske afdeling, hvor tvangsindlæggelse skal finde sted , hvor en vurdering af lovligheden af tvangsindlæggelsen skal foretages af en overlæge .

#### Tvangstilbageholdelse
Tvangstilbageholdelse er forbeholdt patienter der er frivilligt indlagt, og lever op til kriterierne for tvangsindlæggelse, men ønsker udskrivning . Beslutning om tilbageholdelse skal foretages af en overlæge .

#### Tvangsbehandling
Tvangsbehandling må kun anvendes over for personer, der opfylder betingelserne for tvangstilbageholdelse, og beslutning skal foretages af en overlæge og patienten skal have en passende betænkningstid til at modtage behandling frivilligt. Der er derudover en række restriktioner på den behandling som må gives ved tvangsbehandling:
- Der må kun anvendes afprøvede lægemidler, dvs. ingen eksperimentel medicin, og kun i almindeligt brugte doseringer, og det påhviler også lægen at vælge en medicin med færrest mulige bivirkninger.
- Elektrochok ECT må kun foretages hvis patienten opfylder kravet om tvangstilbageholdelse og befinder sig i en aktuel eller potentiel livstruende tilstand.

Følgende fremgangsmåder anvendes fortsat på psykiatriske hospitaler:
- Frihedsberøvelser
- Elektrochok ECT
- Tvangsbehandlinger med voldsomme bivirkninger
- Tvangsmedicinering
- Aflåsning af afdelingens yderdør
- Personlig skærmning
- Fiksering
- Beskyttelsesforanstaltninger

### Omfang af behandling i Danmark
Der er store forskelle på i hvilken udstrækning, en person vil blive anset som psykiatrisk patient. Det var i 1999 3,2 gange så sandsynligt, at en Københavner bliver indlagt i psykiatrien i forhold til en person fra det daværende Ringkøbing Amt.
Indlagte (mellem en dag og hele året):
- 0,2-0,3 % i Ringkøbing Amt og Nordjyllands Amt
- 0,3-0,4 % i Viborg Amt og Vejle Amt
- 0,4-0,5 % i Århus Amt, Ribe Amt, Sønderjyllands Amt, Fyns Amt, Storstrøms Amt, Vestsjællands Amt, Roskilde Amt, Frederiksborg Amt, Bornholms Amt og Københavns Amt
- 0,94 % i Københavns kommune

I forhold til Nordjyllands Amt, var det således 2,8 gange så sandsynligt, at en Københavner kommer i kontakt med psykiatrien.
Mennesker med kontakt (mellem 1 minut og 1 år):
- 0,78-1,0 % i Nordjyllands Amt og Ringkøbing Amt
- 1,0-1,3 % i Viborg Amt, Vejle Amt, Storstrøms Amt, Roskilde Amt, Frederiksborg Amt, Bornholms Amt og Københavns Amt
- 1,3-1,6 % i Århus Amt, Sønderjyllands Amt, Fyns Amt, Vestsjællands Amt
- 1,74 % i Ribe Amt
- 2,21 % i Københavns kommune

Der er mange lænkninger per indbygger i den danske psykiatri, set i forhold til resten af Europa. I England er det forbudt at lænke i psykiatrien. I stedet for lænker på kroppen er der kemiske stoffer i hjernen. Tit ligger der et menneske i en isolationsstue („seclusion room“) der ikke bevæger sig i mange timer („kemisk fiksering“).
21,2 % af de indlagte i den danske psykiatri i 2007 blev tvunget til behandling: de bliver tvunget ind i psykiatrien, indespærret, fastholdt ved fiksering, deres hjerne bliver behandlet med kemiske stoffer eller elektrisk strøm (ECT), deres krop bliver behandlet med næringsstoffer eller på en helt almindelig medicinsk måde, de må tåle „personlig skærmning“ eller et alarm- og pejlesystem på kroppen.
The European Committee for the Prevention of Torture and Inhuman or Degrading Treatment or Punishment (CPT), en af Europarådets committees, er bekymret for „physical immobilisation" – altså fiksering. I 2002 kom 5 medlemmer af CPT til Psykiatrisk Center Glostrup (almenpsykiatrisk og retspsykiatrisk), Haderslev Hospital Psychiatric Department og Sikringsafdelingen i Nykøbing Sj. En lænkning i Glostrup varede 10 dage, en „frivillig patient“ i Haderslev blev bundet to gange, 17 dage i alt, en lænkning i Nykøbing varede mindst 4 måneder.

#### Det psykiatriske patientklagenævn
Hvis en patient udsættes for tvang er det personalets pligt at sende oplysninger herom til det psykiatriske patientklagenævn. Nævnets sagsbehandlingstider regnes fra modtagelse af klagen hos nævnet, til afsendelse af afgørelsen. De gennemsnitlige sagsbehandlingstider for de fem nævn i Danmark, et nævn i hver region (se patientklagenævn), angives til mellem 6,3 og 12 dage i 2009, 1208 sager i alt.
Mange klager gælder de kemiske stoffers skadelige virkninger.

#### Voksenpsykiatri
Voksenpsykiatri beskæftiger sig med behandlingen af voksne – personer over 18 år – med psykiske lidelser. En vis form for de facto subspecialisering har fundet sted så som retspsykiatri, gerontopsykiatri og behandling af affektive lidelser. En del af behandlingen foregår på sygehus og en del ambulant – ofte på distriktspsykiatrisk center. Voksenpsykiatrisk behandling har mange delkomponenter: Medicin, samtaleterapi, psykoedukation og sociale støtteforanstaltninger. Der er en stigende forståelse for, at det ofte er hensigtsmæssigt at inddrage pårørende i behandling og støtte.

#### Retspsykiatri
En problemstilling, der gør sig gældende i Danmark som i andre lande, er forbindelsen mellem psykiatriske patienter og kriminalitet.
Bjælkediagrammet til venstre viser antallet af domme til psykiatrisk behandling i Danmark (blå, rød og gul). Der var en 2,3-dobling fra 1990 (venstre) til 2006, mens antallet af domme til betinget eller ubetinget fængsel faldt i samme tidsrum (se diagram til højre). Den største stigning fandt sted i vold mod "offentlig myndighed" (markeret med gul farve).
En forklaring på det er, at antallet af tvangsindlæggelser steg fra omkring 1.360 til omkring 2.550. Psykiatriordfører for Socialdemokraterne Karen J. Klint har udtalt, at "personalet er begyndt at kriminalisere patienter." Der idømmes lange behandlinger fx for at spytte på personalet, siger Karl Bach Jensen fra "landsforeningen af nuværende og tidligere psykiatribrugere". Se også tale om retspsykiatrien i praksis af socialrådgiver Tue Rossau fra Sindets dag Vejle 2011.
En anden forklaring har været fremført af ledende overlæge på retspsykiatrisk klinik i København Peter Kramp: "De amter, der havde det største fald i antallet af psykiatriske sengepladser, de havde samtidig den største stigning i antallet af retspsykiatriske patienter." "Stigningen skyldes især, at stadig flere skizofrene begår kriminalitet. Det konkluderes, at deinstitutionaliseringen er hovedårsag til denne udvikling." Det modsiges af cand.scient.soc. og ph.d.-studerende ved Center for Registerforskning på Aarhus Universitet Hanne Stevens: "Det største fald i antallet af sengepladser fandt sted i 1980'erne og 1990'erne, mens den største stigning i antallet af retspsykiatriske patienter har fundet sted efter 2000."
Det kan således ikke udelukkes, at nogle blev dømt til psykiatrisk behandling i 2006, som ville have været dømt til fængsel i 1990.
| Fra 1990 til 2006                              | dobling af domme til psykiatrisk behandling | dobling af domme til (u)betinget fængsel |
| ---------------------------------------------- | ------------------------------------------- | ---------------------------------------- |
| Domme ikke for vold (blå)                      | 1,2                                         | 0,67                                     |
| Domme for vold mod „privatpersoner“ (rød)      | 2,6                                         | 2,1                                      |
| Domme for vold mod „offentlig myndighed“ (gul) | 10                                          | 4                                        |
| Alle domme                                     | 2,3                                         | 0,87                                     |

### Psykiatrisk forskning i Danmark
Psykiatriske sygdomme er langt fra fuldt forståede, og der udføres vedvarende forskning med vægt på følgende emner:
- neuropsykiatri (herunder skizofreni, depression, angst, tvangstanker, bipolar lidelse og stofmisbrug)
- profylakse (forebyggelse af psykisk sygdom)
- forskning inden for:

- børne- og ungdomspsykiatri,
- psykoterapi,
- dobbeltdiagnoser vedrørende patienter, der både har en psykisk lidelse og et misbrug (ofte psykose som følge af brug af ulige bevidsthedsudvidende stoffer, herunder hash).

Sundhedsstyrelsen har udarbejdet referenceprogrammer for angst, depression og skizofreni på baggrund af evidensbaseret forskning.[kilde mangler] Referenceprogrammerne skal sikre samme behandling for den samme diagnose i hele Danmark.[kilde mangler] Læger skal følge referenceprogrammer i behandlingen af de forskellige diagnoser ellers pådrager de sig ansvar.[kilde mangler]

### Almen psykiatri
- Hvalsø, B. & L. Nyboe (2009): Lærebog i psykiatri. Munksgaard
- Nyboe, L. m.fl. (2016): Psykiatri. Gyldendal
- Simonsen, E. & B. Møhl (red.) (2018). Grundbog i psykiatri. Nota
- Videbech, P., M. Kjølbye, T. Sørensen og P. Vestergaard (red.(2018)): Psykiatri. Fadl

### Klinisk psykiatri
- Allgulander, C. (2011): Introduktion til klinisk psykiatri. Gad
- Mors, O., Josef Parnas & P. Kragh-Sørensen (2009). Klinisk Psykiatri 3. udgave. (3 udg.) Munksgaard

### Psykiatrisk sygepleje
- Gildberg, F. m.fl. (2021): Grundbog i psykiatrisk sygepleje. Fadl
- Hansen, J. O., & Randwijk, C. v. (2013). "Nu tager vi over" - en diskursanalyse af subjektpositioner i psykiatrisk sygepleje Nordiske Udkast. Tidsskrift for kritisk samfundsforskning, 41(1), 22-37.

### Generel psykopatologi
- Arendt, M. & S. Kjær (2017): Kort og godt om angst. Dansk Psykologisk Forlag
- Handest, Jansson & Nielsen (2003): Skizotypi og borderline, Psykiatrifondens forlag
- Larsen, J. K. (2001). Depressionssygdommen - fra videnskab til klinisk praksis. København: Munksgaard
- Licht, R., Straarup, K. N., P. Vestergaard (2012): Bipolar lidelse – en bog til mennesker med maniodepressiv sygdom og deres pårørende. Psykiatrifonden
- Maddux, J E et al. (2005). Psychopathology: Foundations for a Contemporary Understanding. Lawrence Erlbaum.
- Møhl, Bo (2006): At skære smerten bort, en bog om cutting og anden selvskadende adfærd, Psykiatrifonden
- Nilson, G. &T. Silfving (2002): Farlige relationer – om borderline. Gyldendal Akademisk
- Riemann, F. (1999): Angstens grundformer. Klitrose
- Simonsen, E. (1999): Personlighed og personlighedsforstyrrelser. Psykiatrifondens Forlag
- Sims, A. (2002) Symptoms in the Mind: An Introduction to Descriptive Psychopathology (3rd ed). Elsevier.
- Skårderud, F. (208): Stærk/svag – en håndbog om spiseforstyrrelser, Hans Reitzels Forlag
- Turner, T (2007): "Unlocking psychosis". British Journal of Medicine, volume 334; s. 7.
- Videbech, P. (2020): Hvad er depression? Fadl

### Neuropsykiatri og kognitiv psykiatri
- Arciniegas DB, Kaufer DI (2006): Core Curriculum for Training in Behavioral Neurology and Neuropsychiatry. J Neuropsychiatry Clin Neurosci, 18(1): 6-13.
- Bell, V., Halligan, P.W., Ellis, H.D. (2006). Explaining delusions: a cognitive perspective. Trends in Cognitive Sciences,10(5), 219–26.
- Bonfils, I. S. & C. K. Moesby-Jensen (2019). Handicapforståelser, neuropsykiatriske diagnoser og myndighedsarbejde med børn og unge. I C. K. Moesby-Jensen (red.), Diagnoser i myndighedsarbejde: Børn og unge med autisme eller ADHD (s. 23-48). Samfundslitteratur.
- Rosenberg, Raben & Poul Videbech (2018): “Klinisk neuropsykiatri”. Fadl
- Sachdev, P.S. (2005). Whither Neuropsychiatry? Journal of Neuropsychiatry and Clinical Neurosciences,17,140-141.

### Psykodynamisk psykiatri
- Cullberg, J. (1999). Dynamisk Psykiatri. København: Hans Reitzels Forlag
- De Waelhens, A & Eecke, W. V (2001). Phenomenology and Lacan on schizophrenia: after the decade of the brain. Leuven University Press.
- Freud, Sigmund (1983): Hverdagslivets psykopatologi. Hans Reitzels Forlag
- Freud, Sigmund (2004): Psykoanalyse - samlede forelæsninger. Hans Reitzels Forlag
- Freud, Sigmund (2019): Afhandlinger om seksualteori. Hans Reitzels forlag
- Freud, Sigmund (2021): Psykoanalysen i grundtræk. Hans Reitzels Forlag
- Gabbard, G. O. (2014). Psychodynamic psychiatry in clinical practice (5th ed.). American Psychiatric Publishing, Inc..
- Hook, J. (2001). The role of psychodynamic psychotherapy in a modern general psychiatry service. Advances in Psychiatric Treatment, 7(6), 461-468.
- Jørgensen, Carsten Rene (2009): Personlighedsforstyrrelser. Hans Reitzels Forlag
- Jørgensen, Carsten Rene (2014). ADHD. Hans Reitzels Forlag
- Kernberg, Otto (1975): Borderline conditions and pathological narcissism, New York, Jason Aronson
- Kernberg, Otto (1992): Aggression in Personality Disorders and Perversions, Yale University Press
- Kernberg, Otto (1993). Severe Personality Disorders. Yale University Press
- Kohut, H. (2000). Analysis of the Self. International Universities Press
- Lunn, S. (2006). PSYKOANALYSENS BETYDNING FOR PSYKIATRIEN OG DEN KLINISKE PSYKOLOGI. Psyke & Logos, 27(2), 11.

### Eksistentiel og eksistensfænomenologisk psykiatri
- Fuchs, Thomas & Jan Schlimme (2009) Embodiment and psychopathology: a phenomenological perspective. Current Opinion in Psychiatry, 22: 570-575.
- Fuchs, Thomas (2010). Phenomenology and psychopathology. In: Handbook of phenomenology and the cognitive sciences. pp. 547–573. Springer.
- Kraus, A. (2006). Schizophrenic delusion and hallucination as the expression and consequence of an alteration of the existential a prioris. In Man Cheung Chung, Bill Fulford & George Graham (eds.), Reconceiving Schizophrenia_ Oxford University Press.
- Kraus, A. (2010). Existential a prioris and the phenomenology of schizophrenia. Dialogues in Philosophy, Mental and Neuro Sciences 3 (1):1-7.
- Laing, R. D. (2001). Det spaltede selv. En eksistentiel studie i tilregnelighed og galskab. København: Hans Reitzels Forlag
- Schlimme, J. (2013): An existential understanding of psychotherapy and psychiatric practice. Psychopathology; 46(5):355-62
- Sørensen, A. (2009): Eksistentialisme i psykologi, psykoterapi og psykiatri. I: At tænke eksistensen. Aarhus: Aarhus Universitetsforlag
- Sørensen, A. D. (2015): Søren Kierkegaard og den eksistentielfænomenologiske problematisering af psykopatologi. I: Søren Kierkegaard som eksistentiel fænomenolog. Aalborg Universitetsforlag

### Humanistisk psykiatri
- Eneman M, Vanhee L, Liessens D, Luyten P, Sabbe B, Corveleyn J. (2019): Humanistic Psychiatry and Psychotherapy: Listening to Patients as Persons in Search of Meaning. The Case of Schizophrenia. Journal of Humanistic Psychology. 59(2):148-169.
- Yrjö O. Alanen (2009): Towards a more humanistic psychiatry: Development of need‐adapted treatment of schizophrenia group psychoses, Psychosis, 1:2, 156-166.

### Psykoterapi
- Arendt, M. & N. Rosenberg (red.)(2019): Kognitiv terapi. København: Hans Reitzels forlag
- Deurzen-Smith, E. (1995): Eksistentiel samtale og terapi. Hans Reitzels Forlag
- Draper, R. & R. Dallos (2007): "Familieterapi - systemisk terapi i teori og praksis". Hans Reitzels Forlag
- Greenberger, D & Christine Padesky (2008): Følelser med fornuft – at styre hvad du føler, ved at styre hvad du tænker. Klim.
- Hostrup, H. (2009): Gestaltterapi, Hans Reitzels Forlag
- Hougaard, E. (2006): Kognitiv behandling af panikangst og socialfobi – En vejledning for klienter og behandlere. Dansk psykologisk Forlag. København.
- Hougaard, E. (2019): Psykoterapi: Teori og forskning. Dansk Psykologisk Forlag.
- Jørgensen, C. Rene (2000): Psykoanalysens terapeutiske holdning i lyset af empirisk forskning og den interpersonelle psykoanalyse. Nordisk Psykologi, nr. 52:3, s 163-196.
- Oestrich, I. (2002): "Tankens kraft. Kognitiv terapi i klinisk praksis". Dansk Psykologisk Forlag
- Bent Rosenbaum, Francisco Alberdi, Ulrik Haahr, Anne Lindhardt & Annick Urfer-Parnas (2019): Psykodynamisk psykoterapi ved skizofrenispektrumtilstande. Ugeskr Læger 2019;181:V06180425
- Sommerbeck, L. (2004): Klientcentreret terapi i psykiatrien. Akademisk Forlag
- Sørensen, L. J (1996): Særpræg, særhed, sygdom. Integrativ psykoseterapi. HRF
- Sørensen, L. J. (2005): Smertegrænsen : traumer, tilknytning og psykisk sygdom. DPF
- Yalom, I. D. (1995/2006): Eksistentiel psykoterapi. Gyldendal

### Psykofarmakologi
- Barchas, J. D.; Berger, Philip A.; Ciaranello, Roland D.; Elliott, Glen R., eds. (1977). Psychopharmacology: From Theory to Practice. New York: Oxford University Press
- Cade, JFJ (1949): Lithium salts in the treatment of psychotic excitement. Med J Aust, volume 36; s. 349–352.
- Gerlach, J. & P. Vestergaard (2010): Psykofarmaka. Psykiatrifonden
- Lader, M., ed. (1988). The Psychopharmacology of Addiction. Oxford University Press
- Moncrieff J, Cohen D (2005). "Rethinking models of psychotropic drug action". Psychotherapy and Psychosomatics. 74 (3): 145–53.
- Preston, John D.; O'Neal, John H.; Talaga, Mary C. (2013). Handbook of Clinical Psychopharmacology for Therapists (Seventh ed.). Oakland, CA: New Harbinger Publications

### Psykiatriens filosofi, historie og idehistorie
- Binder DK, Schaller K, Clusmann H. (2007). Johann-Christian Reils bidrag til anatomi, fysiologi og psykiatri. Neurokirurgi. 61(5):1091-6
- Birkler, J. (2018): Etik i psykiatrien. Munksgaard
- Collin, F. (2007). Alternativ behandling af sindslidelser. Nogle filosofiske refleksioner. Tidsskrift for Forskning i Sygdom og Samfund, 4(6)
- Foucault, M. (2003): Galskabens historie. Det lille Forlag
- Kragh, J. V (red.)(2009): Psykiatriens Historie i Danmark (København)
- Rosenberg, R. (2016): “Psykiatriens grundlag”. Aarhus Universitetsforlag
- Shorter, E. (1997): A History of Psychiatry: From the Era of the Asylum to the Age of Prozac. New York: John Wiley & Sons, Inc; ISBN 978-0-471-24531-5
- Sørensen, A. D. (2002). Den biologiske psykiatris renæssance og det antidepressive menneske. Slagmark, (35), 159–183.
- Sørensen, A. D. (2014). Søren Kierkegaards gennemslag i den eksistentielle og humanistiske psykologi, psykiatri og psykoterapi. Slagmark, (68)
- Vestergaard, P. (2021): Den Klassiske Psykiatris Historie. Aarhus Universitetsforlag

### Recovery orienteret psykiatri
- Christensen, J. (2021): Recovery fra psykisk lidelse. Frydenlund
- Korsbek, L. (2004). NARRATIVITET, RECOVERY OG EVIDENS. Psyke & Logos, 25(2), 18.
- Oute, J., & Ness, O. (2021). Patient- og pårørendeinddragelse i et politisk- og recoveryorienteret perspektiv. In F. Gildberg m.fl. (Ed.), Psykiatrisk Sygepleje – En Grundbog. Fadl
- Oute, J. & K. Jørgensen (Eds.)(2021): Recoveryorienterede praksisser: i velfærdsinstitutioner og civilsamfund. Samfundslitteratur.
- Tønder, E. S. (2016): God kemi giver bedre behandling. Fag & Forskning 2016 ; (4): 16-17.

### Socialpsykiatri og åben dialog
- Brandt, P. (2006): Socialpsykiatri. Psykiatri på humanistisk grundlag. Munksgaard
- Buus, N., McCloughen, A., Mikes-Liu, K., & Tønder, E. S. (2020). Åben dialog. I N. Buus, B. Askham, L. L. Berring, L. Hybholt, K. Stjernegaard, & E. S. Tønder (red.), Psykiatrisk sygepleje (2. udg., s. 331-351). Munksgaard.
- Lihme, B. (2008): Invitation til socialpsykiatri. Akademisk

### Psykiatrisk sociologi
- Goffmann, E. (2001): Anstalt og menneske. Jørgen Paludan

### Postpsykiatri
- Thomas, P. (2005). Postpsychiatry: Mental Health in a Postmodern World. Oxford: Open University Press

### Kritisk psykiatri og psykiatrikritik
- Gøtzsche, P. (2015): Dødelig psykiatri og organiseret fornægtelse. People’s Press
- Whitaker, R. (2013): Den psykiatriske epidemi: illusionen om mirakelpillen. Forord af Peter Gøtzsche; oversætter Jonas Sivesgaard. Psykovision

### Antipsykiatri, radikal psykiatri og galebevægelse
- Cooper, D. (1981): Psykiatri og antipsykiatri. Jørgen Paludan
- Kelstrup, A. (1983): Galskab, psykiatri, galebevægelse: en skitse af galskabens og psykiatriens historie. Forlaget Amalie
- Szasz, T. (1997). The Manufacture of Madness: A Comparative Study of the Inquisition and the Mental Health Movement. Syracuse University Press

### Pårørende og patienter
- Hansen, J. O., Jakobsen, T. L., Rossen, C. B., & Buus, N. (2011). Pårørendes oplevelser af samlivet med deprimerede mennesker: En kvalitativ metasyntese. Vård i Norden, 31(4), 32-37.
- Holen, Mari & Agnes Ringer & Esben Sandvik Tønder (2020). Patientens møde med de psykiatriske institutioner. I N. Buus, B. Askham, L. L. Berring, L. Hybholt, K. Stjernegaard, & E. S. Tønder (red.), Psykiatrisk sygepleje (2. udg., s. 117-141). Munksgaard.
- Tønder, Esben Sandvik (2016): God kemi giver bedre behandling. Fag & Forskning 2016 ; (4): 16-17.